# Todor Tagarew
Todor Tagarew, bułg. Тодор Тагарев (ur. 12 lipca 1960 w Stambolijskim) – bułgarski wojskowy i cybernetyk, profesor, w 2013 i od 2023 do 2024 minister obrony.

## Życiorys
Absolwent liceum matematycznego w Płowdiwie i wyższej szkoły sił powietrznych w Dołnej Mitropoliji z 1982. Służył w bułgarskim lotnictwie wojskowym. W 1989 doktoryzował się w inżynierskiej szkole sił powietrznych im. Nikołaja Żukowskiego w Moskwie, kształcił się też w Air Command and Staff College w Montgomery. Został wykładowcą na macierzystej uczelni i na Akademii Wojskowej im. Georgiego Rakowskiego, a także badaczem w jednym z instytutów Bułgarskiej Akademii Nauk. W 2014 uzyskał pełną profesurę, w pracy naukowej specjalizował się w zakresie cybernetyki, bezpieczeństwa i obronności. Od 2005 do 2008 zasiadał we władzach NATO Research and Technology Organisation.
Od 1999 do 2001 kierował departamentem uzbrojenia i planowania w resorcie obrony, w latach 2009–2010 doradzał ministrowi obrony w zakresie strategii. W marcu 2013 objął stanowisko ministra obrony w przejściowym gabinecie Marina Rajkowa; zajmował je do maja tegoż roku. Od 2016 do 2017 kierował podlegającym temu resortowi instytutem obrony. W czerwcu 2023 po raz drugi został ministrem obrony, dołączając do rządu Nikołaja Denkowa. Funkcję tę pełnił do kwietnia 2024.

## Życie prywatne
Żonaty, ma troje dzieci.